# Pabieda (obwód brzeski)
Pabieda (biał. Пабеда; ros. Победа, Pobieda; hist. Kopyły; biał. Капылы, Kapyły; ros. Копылы, Kopyły) – wieś na Białorusi, w obwodzie brzeskim, w rejonie kamienieckim, w sielsowiecie Wierzchowice.

## Historia
Pod zaborami i w II Rzeczypospolitej majątek ziemski (folwark) Kopyły. W XIX i w początkach XX w. położony był w Rosji, w guberni grodzieńskiej, w powiecie brzeskim, w gminie Wierzchowice.
W dwudziestoleciu międzywojennym leżał w Polsce, w województwie poleskim, w powiecie brzeskim, w gminie Wierzchowice. W 1921 folwark liczył 47 mieszkańców, zamieszkałych w 3 budynkach, w tym 44 Białorusinów i 3 Polaków. 44 mieszkańców było wyznania prawosławnego i 3 rzymskokatolickiego.
Po II wojnie światowej w granicach Związku Sowieckiego. Od 1991 w niepodległej Białorusi.